# Theni (huyện)
Huyện Theni là một huyện thuộc bang Tamil Nadu, Ấn Độ. Thủ phủ huyện Theni đóng ở Theni. Huyện Theni có diện tích 3066 ki lô mét vuông. Đến thời điểm năm 2001, huyện Theni có dân số 1094724 người.